# Árösszehasonlító szolgáltatás
Az árösszehasonlító szolgáltatás olyan oldal az interneten, amely lehetővé teszi a fogyasztók számára, hogy adott termékcsoportokon belül, akár termékekre lebontva tanulmányozhassák a termékek fogyasztói árait. A legtöbb árösszehasonlító oldalt működtető szolgáltató nem forgalmaz termékeket, viszont az általuk leírt árakat a velük kapcsolatban álló viszonteladók, illetve a fogyasztók által beküldött adatok alapján módosítják. Az Egyesült Királyságban ez a piac csak 2005-ben mintegy 780 és 950 millió font közötti összeget hozott működtetőinek.

## Története
Az úgynevezett internet-bumm, amely a kilencvenes évek végén következett be, az árösszehasonlító oldalak működését jövedelmezővé tette. Az árösszehasonlító szolgáltatások elsősorban ügyféloldali végrehajtás és reklám ins a Netscape és az Internet Explorer keresők, és hozzáadott szoftvert igényeltek, melyet le kellett tölteni és installálni kellett. Ezen korai kihívások után a vásárlásösszehasonlítás átvándorolt szerverre, ezért ezen szolgáltatások elérhetővé váltak bárki számára.

### Vásárlás
A kilencvenes évek végén egyre több ember számára vált elérhetővé az internet, ezért egy sor vásárlói oldal nyílt, melyeket a viszonteladók listáztak termékeik csoportjai szerint. A kereskedők fix árat fizettek azért, hogy nevük felkerüljön a weboldalakra. Ez nem sokkal volt több, mint a Yellow Pages online verziója. Ahogy a technológia finomodott úgy egyre több, újabb vásárlói oldalt hoztak létre, újabb üzleti modellek jelentek meg, melyeknek a jellemzői és a funkciói is megváltoztak. Ezek az oldalak már nem elégedtek meg az adatokat feltöltő kereskedőktől származó információkkal, hanem az árakra vonatkozó információkat közvetlenül az eladóhelyről szerezték be. Ez jóval részletesebb és valósabb képet adott a kereskedők által értékesített termékek árairól és lehetővé tette azt, hogy az adatokat közel valós időben változtassák a boltokkal.
A korábbi oldalak és a nagy internetes keresőcégek is próbáltak hasznot húzni ezen folyamatból, ám mára ezen oldalak mind megszűntek.

### Szolgáltatások
1998 és 1999 tájékán számos vállalkozás alakult, melyek a kereskedők által közzétett adatokat gyűjtötték és tárolták el a központi adatbázisaikban. Ezek után a vásárlók rákereshettek adott termékekre és megtalálhatták az általuk kiválasztott termékek árait a különböző üzletláncoknál. A reklámhordozókért a cégeknek ne kellett fizetniük, de minden kattintásért viszont igen, amelyek rájuk irányultak. A Streetprices céget igen korán, még 1997-ben alapították, amely cég árgrafikonokat és e-mail figyelmeztetéseket is elkezdett alkalmazni már 1998-ban. Ezen hasznos szolgáltatások megmutatták a különböző árakat grafikonban ábrázolva azokat és figyelmeztették elektronikus levélben a felhasználót, ha az adott termékek árai az általa kívánt szintre süllyedtek. Más árkereső szolgáltatások szintén kifinomult árösszehasonlító eszköztárakat vetettek be, mint például az árzuhanás-figyelőket és az áralakulás-követőket. 2004-re az árösszehasonlító szolgáltatások igen népszerűvé váltak az Egyesült Királyságban, ezért számos árösszehasonlító oldal létesült, melyek mára milliós látogatottságú és bevételű vállalatok lettek, mint például a Gocompare.com, a Consumer Choices, a Comparethemarket.com és a USwitch.

## Vállalatok megerősödése és felvásárlása

### 1997
- Az Excite felvásárolta a Washingtoni Egyetem által indított Netbotot 35 millió amerikai dollárért.[1]

### 1998
- Az Inktomi felvásárolta a C2B Technologies-t 160 millió amerikai dollárért.[2]

### 2000
- A Kelkoo összeolvadt a Dondecomprar és a ShopGenie vállalatokkal, amely mintegy 100 millió dollárba került. Az összeolvadás után a Kelkoo részvényeseinek tulajdonába került a vállalat 2/3-a.[3] Kelkoo's investors owned about two thirds of the merged company
- CNet acquired mySimon for common stock worth approximately $700M.[4]
- A C-Net felvásárolta a mySimon-t 700 millió dollárért.
- A ShopSmartot újraindította a Barclays.

### 2001
- Az Uk Power Ltd. útjára indította az ukpower.co.uk weboldalt, amely az ötödik olyan oldal, amely a gáz és az áramárakat hasonlítja össze.

### 2002
- A Barclays bejelenti, hogy beszünteti a ShopSmart működését és átirányítja annak forgalmát a Kelkoohoz.

### 2003
- A Dealtime felvásárolta az Epinions-t.

### 2004
- A Kelkoot felvásárolta a Yahoo 475 millió euróért.
- A PriceRunnert felvásárolta a ValueClick 29 millió dollárért plusz részvényeiért.

### 2005
- Az eBay felvásárolta a Shopping.com-ot 620 millió dollárért.
- Az E.W. Scripps felvásárolta a Shopzillát 525 millió dollárért.
- Az Experien felvásárolta a PriceGrabbert 485 millió dollárért.

### 2006
- Februárban az E.W. Scripps felvásárolta a USwitch-et 210 millió dollárért.
- Márciusban a Google felvásárolta a Dulance Inc-et és a Long Tail-t, melynek Moszkvában volt a székhelye.
- Júliusban az Idealo-t átvette az Axel Springer médiavállalat

### 2007
- A MeziMediát (mely a Smarte.com tulajdonosa volt) felvásárolta a ValueClick 325 millió dollárért.
- Júniusban a Providence Equity Partners megvásárolta a Next-Tag kétharmados üzletrészét.
- Augusztusban a Hearst Corporation megvásárolta a Kaboodle-t 30 millió dollárért.
- Októberben a Microsoft megvásárolta a Jellyfish.com-ot 50 millió dollárért.

### 2008
- A Greenfield Online-t (amely a Ciao tulajdonosa volt) felvásárolta a Microsoft 486 millió dollárért.
- A Yahoo eladta a Kelkoot a Jamplant Ltd.-nek

### 2010
- Március 11.: A Yahoo által üzemeltetett Shopping USA leállította oldalait és a PriceGrabber vette át az üzemeltetést.
- Július 13.: Az eBay elindította az about.co.kr koreai árösszehasonlító oldalát.
- Július 15.: A Kelkoo elindította az Államokban a Kelkoo.com-ot.
- Augusztus 20.: A Google felvásárolta a Like.com-ot.
- Szeptember 6.: A News Digital Media (Ausztrália) bejelentette, hogy 100%-os tulajdonrészt vásárolt a GetPrice.com.au-ban.
- November 9.: A NexTag bejelentette, hogy felvásárolta a nextcoupons.com-ot.
- December 15.: A Market America bejelentette, hogy felvásárolta a Shop.com-ot.

### 2011
- Március 7.: A Google felvásárolta az angol Beatthequote.com-ot 61,5 millió dollárért.
- Április 29.: A Shopzillát eladták a Symphony Technology Group-nak 165 millió dollárért.

## Fordítás
Ez a szócikk részben vagy egészben  a   Price comparison service című angol Wikipédia-szócikk ezen változatának fordításán alapul.  Az eredeti cikk szerkesztőit annak laptörténete sorolja fel. Ez a jelzés csupán a megfogalmazás eredetét és a szerzői jogokat jelzi, nem szolgál a cikkben szereplő információk forrásmegjelöléseként.